# Atopognathus goniceps
Atopognathus goniceps är en tvåvingeart som först beskrevs av Friedrich Georg Hendel 1914.  Atopognathus goniceps ingår i släktet Atopognathus och familjen bredmunsflugor. Inga underarter finns listade i Catalogue of Life.